# 서울신문
《서울신문》은 대한민국의 조간 종합 일간 신문이다. 1904년 7월 18일에 창간된 구한말의 대표적 민족지 《대한매일신보》의 지령과 창간정신을 계승했다. 대한매일신보는 일제가 대한제국을 강점하던 암흑시대 겨레의 독립자존을 일깨운 민족의 횃불이었다. 국채보상운동을 주도하며 빼앗긴 국권을 다시 찾는데 앞장서기도 했다.
과거에는 오랫동안 기획재정부가 대주주로 있던 '공영' 성격의 언론사였으나, 2021년 하반기에 호반건설로 대거 지분이 매각돼, 호반그룹의 계열사로 편입됐다. 2022년 매출액 832억원, 영업이익 80억원을 기록해 매출액 기준 5대 일간지로 자리잡았다. 2023년에는 매출액 814억원, 영업이익 93억원으로 10대 종합일간지 중 가장 높은 영업이익을 올렸다.
서울신문사는 최우수 교정공무원을 뽑는 교정대상과 우수 청년농민을 뽑는 농어촌청소년대상을 1981년부터 시상해오고 있다. 가을밤 음악회, 신춘문예, 서울신문 마라톤대회 등 다양한 사회 사업도 시행하고 있다.

## 역사

### '대한매일신보'의 등장(제1기)
《대한매일신보》(大韓每日申報)는 구한말 항일민족언론으로 1904년 7월 18일 영국인이었던 어니스트 토마스 베델(한국명 배설)과 양기탁이 창간했다. 1904년 러일 전쟁이 임박해지자 대한제국은 일본의 침략에 대응해야 할 필요성을 크게 느꼈다.
정부는 일제의 간섭을 받지 않고 영문(英文)으로 된 신문을 발행하는 것이 시급했다고 한다. 일제는 1904년 2월 강제로 대한제국 정부와 한일의정서(韓日議定書)를 체결하고, 검열을 통해 민족신문을 통제하는 등 지배권을 강화하려 했다.
베델은 영국의 데일리 크로니클의 특파원으로 한국에 왔다. 그는 한국에 오기 전 일본의 AP 통신에서 통신원으로 활동할 정도로 문장력을 갖춘 인물이었다. 그는 전신기술자로 1880년대 전신 설비에 크게 기여한 덴마크인 헨리 제센 뮐렌스테트의 소개를 받아 1904년 양기탁과 역사적인 만남을 갖게 된다. 양기탁은 고종의 통역사로, 외교사절 등의 통역을 맡고 있었다.

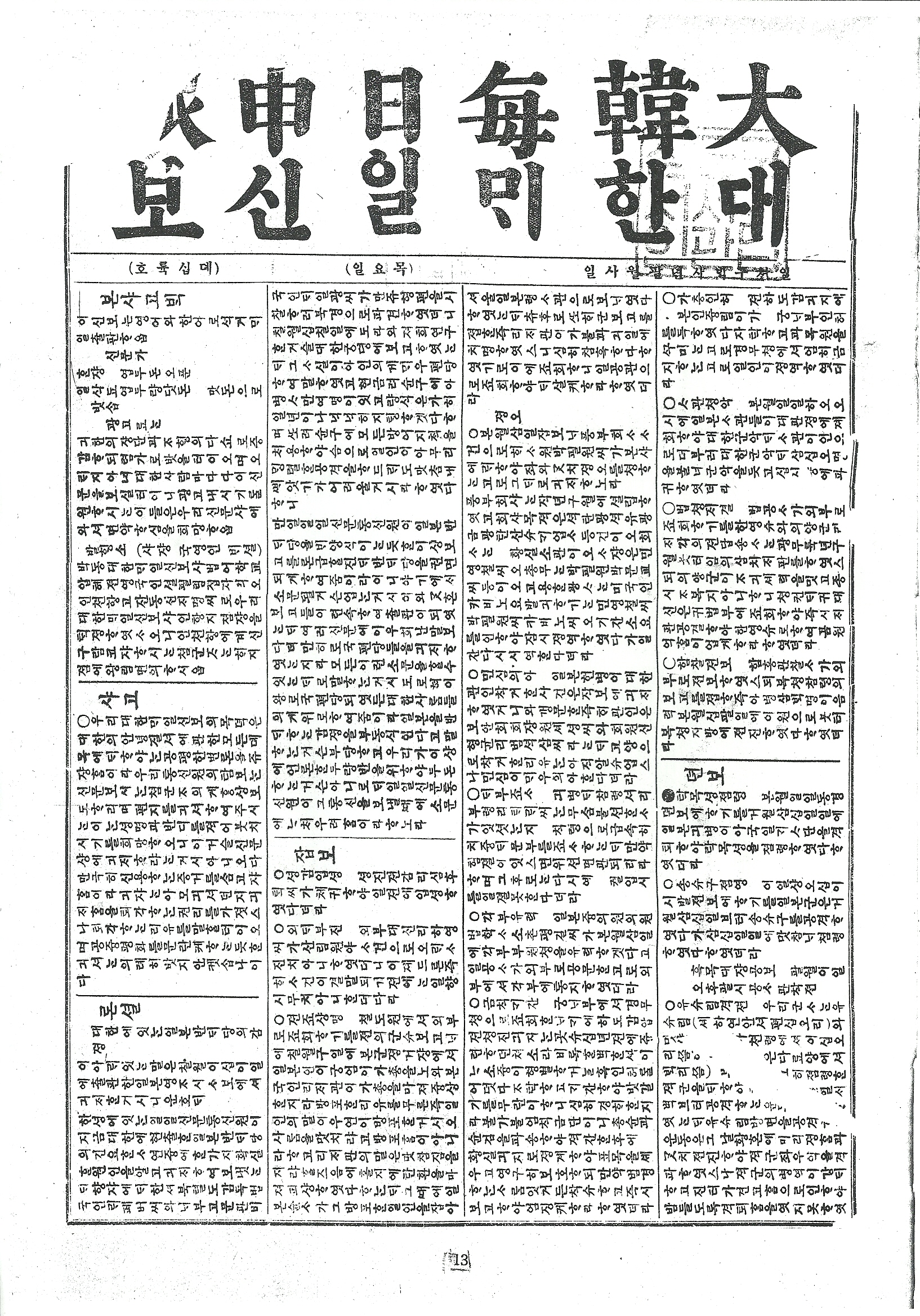
1904년 8월 4일자 대한매일신보. 지령은 제16호다. 앞선 15호까지는 분실돼 현재 찾을 수 없는 상태다. 국립중앙박물관

그들은 극비리에 일제의 간섭을 받지 않고 대한제국의 실상을 알릴 수 있는 영문 일간지를 창간하기로 마음 먹었다. 1904년 6월 말에는 실험적으로 영문 일간지 《코리아 타임스》를 창간해 독자들의 반응도 확인했다. 하지만 한글이 아니어서 정작 국민들에겐 정확한 정보를 전달하기 어려운 문제가 있었다. 결국 그들은 그 해 7월 18일 한글과 영문을 함께 쓴 《대한매일신보》를 창간했다. 영문 제호는 《코리아데일리뉴스》(The Korea Daily News)로 정했다.
취재진은 백암(白巖), 박은식(朴殷植) 선생이 주필로 이름을 올렸고 기자는 널리 알려진 인물로 단재(丹齋), 신채호(申采浩)와 최익(崔益), 옥관빈(玉觀彬), 변일(卞一), 장도빈(張道斌) 등 항일투사들로 채워졌다. 이후 안창호(安昌浩), 이갑(李甲) 등 서북학회 인사들도 합류해 힘을 보탰다.
베델은 일제의 탄압에 백척간두에 선 대한제국의 실상을 그대로 넘길 수 없다고 판단한 것으로 보인다. 그는 특히 영국인으로, 일제의 간섭에서 자유로운 부분도 있었다. 그래서 대한매일신보는 대한제국의 숨통을 죄는 일제의 위협에 맞서 각종 정책 비판을 이어나갔다. 결국 이것이 항일민족운동으로 이어지게 된다. 가장 먼저 시도됐던 것이 1905년 11월 17일 체결된 을사조약 반대운동이었다. 대한매일신보는 11월 초 이토 히로부미가 서울에 온 이유에 대해 일제가 대한제국을 보호국으로 귀속시키려 하기 때문이라고 먼저 보도하기도 했다.
황성신문 사장 장지연은 11월 20일자 황성신문 논설 '시일야방성대곡(是日也放聲大哭)'을 쓴 이유로 구속되고 신문은 정간됐다. 이에 대해 대한매일신보는 장지연의 논설을 그대로 싣고 일제의 만행을 폭로하기에 이른다. 11월 21일자 논설에선 '을사조약은 대신들을 협박해 강압적으로 체결했고 시일야방성대곡을 쓴 이유만으로 장지연을 구속한 것은 언어도단'이라고 강하게 비판했다.
'황성신문의 기자는 자신의 의무를 다했을 뿐'이라며 '대한제국 전 사회 신민의 대표가 되어 광명정직(光明正直)한 의리를 세계에 발현했다'고 장지연을 추켜세우기도 했다. 또 민영환, 조병세, 이한응, 이상철 등 지사들의 자결을 두고 충절을 기리는 한편 조약에 서명한 대신 5명, 이른바 '을사오적'에 대해선 민영환과 비교되는 '매국대신'(賣國大臣), '역당'(逆黨)이라며 조롱과 비판을 이어갔다. 대한매일신보의 이런 투쟁을 접한 고종은 배델에게 친필 특허장을 내리고 매월 1000원씩 경비를 보조해주는 등 항일 투쟁을 이어가도록 지원한 것으로 알려져 있다.
고종이 1906년 1월 ‘을사조약에 동의하지 않았다’는 내용이 담긴 붉은 옥새가 찍힌 밀서를 작성하자 영국 트리뷴지가 이를 입수해 보도한 일도 있었다. 대한매일신보 1월 16일 고종이 트리뷴지 스토리 특파원에게 이 밀서를 전달해 보도하게 됐다는 내용을 대서특필하게 된다. 일제는 통감부를 통해 밀서가 가짜라고 주장했지만, 대한매일신보는 진짜라는 주장을 굽히지 않았고 국민들의 저항 운동에 불을 당겼다.
대한매일신보는 국채보상운동으로 항일투쟁을 이어갔다. 국채보상운동은 일제가 도로와 각종 기간시설, 금융기관 등을 개선한다는 명목으로 멋대로 써서 생긴 빚 1300만원을 국민성금으로 갚기 위해 일어난 운동이다. 이 중 1000만원은 연 이율이 무려 6.5%에 이르렀다고 한다.
1906년이 되자 이 빚은 1650만원이라는 막대한 금액으로 불어났다. 대한매일신보는 1907년 2월 21일부터 대구민의소의 의견을 수렴해 ‘국채 1300만원보상취지서’ 전문을 싣는 등 대대적인 운동을 이끌었다. 국민들은 전국 각지에서 담배를 끊거나 월급, 쌈짓돈을 아껴 운동에 동참했다. 1907년 봄이 되자 성금을 낸 사람이 4만명에 이르렀다. 대한매일신보는 매월 특별광고로 성금 모금 액수를 공개했다. 특별성금 내역을 보려는 국민이 쇄도하면서 대한매일신보 부수는 1908년 5월 1만 3000부를 넘겼다.
대한매일신보는 통감부의 보도지침을 어겨 15회나 압수당하면서도 전국적으로 일어난 의병 활동을 구체적으로 보도하고, 1907년 7월에는 고종밀사가 헤이그 만국평화회의에 참석하게 된 배경을 설명하는 등 항일 보도를 이어갔다.

### 어둠의 시대 '매일신보'(제2기)

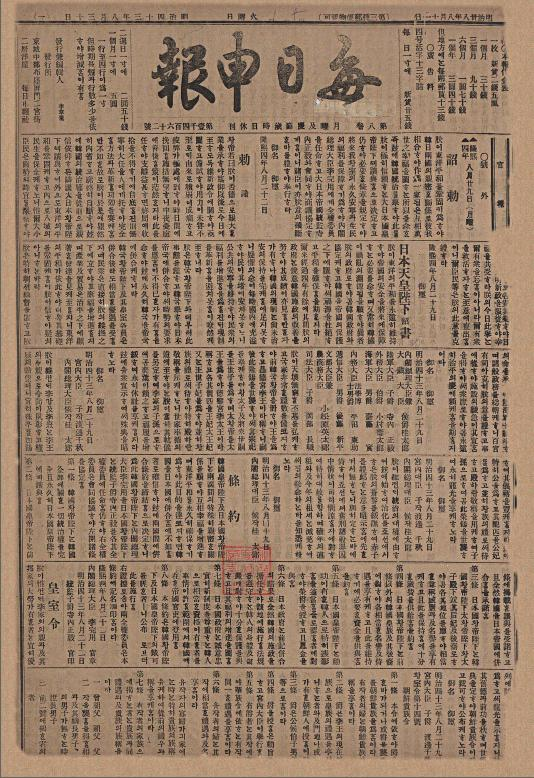
1910년 8월 30일자 조선총독부 기관지 매일신보 창간호.

《매일신보》(每日申報)는 1904년 창간된 대한매일신보를 친조선총독부 성향 언론 경성일보가 매입해 '대한'(大韓)이라는 두 자를 떼고 이름을 바꾼 것이다. 매일신보는 일본 제국의 조선 통치를 합리화하고 침략전쟁을 미화한 조선총독부 선전지화 되었다. 이름이 잘려나간 매일신보는 한일합방 바로 다음날인 1910년 8월 30일 등장했다. 
일제는 대한매일신보를 창간한 베델을 한국에서 쫓아내기 위해 혈안이 돼 있었다. 국채보상운동을 주도하는 등 항일운동을 벌인 점은 한일강점을 앞두고 큰 걸림돌로 여겨졌을 것이다. 그래서 신문 논설 등을 트집잡아 1907년 10월과 1908년 6월 두 차례나 베델을 재판에 회부했다. 양기탁은 1908년 7월 국채보상 성금을 횡령했다는 누명을 씌워 구속시키기까지 했다. 대한매일신보는 치외법권으로 인정받는 보호지역이었지만, 일제는 경시청을 동원해 양기탁을 회사 내에서 체포하는 만행을 저질렀다.
양기탁은 이후 5차례의 공판 끝에 무죄를 인정받아 풀려나게 된다. 일제의 온갖 모략에도 굳건히 버티던 대한매일신보는 1909년 5월 베델이 사망하면서 사세가 기울기 시작했다. 일제 통감부는 1년 뒤인 1910년 5월 당시 사장이었던 알프레드 만함에게 700파운드를 주고 비밀리에 대한매일신보를 사들이게 된다.
통감부는 양기탁에게 신문 발행을 맡기려 의사를 타진했으나, 그는 거절했다. 1910년 6월 14일엔 발행인 및 편집인이 이장훈(李章薰)으로 바뀌었다. 그 날 양기탁은 스스로 신문에 사직 광고를 내고 회사를 떠났다. 신채호, 장도빈, 임치정 등 항일운동에 앞장섰던 인사들도 물러났다. 1910년 8월 29일 일제는 강제로 한일합방 조약을 맺고, 다음날부터 조선총독부 기관지 《경성일보》에 흡수시킨 매일신보를 통해 한일합방을 정당화시키는 작업을 했다.
경성일보의 한 부서였던 매일신보는 1920년 편집국으로 분리·승격됐다. 1938년엔 제호에 한자 신(申) 대신 신(新)을 넣은 《매일신보》(每日新報)로 이름을 바꿨다. 그러나 바뀐 이름과 달리 조선총독부와 경성일보가 주식 대부분을 보유해 논조는 이전과 달라진 것이 하나도 없었다. 출범 이후 줄곧 식민통치를 찬양하고 곡필로 일관했다.
다만 매일신보는 언론사적 측면에선 주목할 만한 부분이 있었다. 1918년 알음알음 지인을 채용하던 기자 채용 방식을 최초로 '공개채용'으로 전환한 것이 그것이다. 이 때 높은 경쟁률을 뚫고 홍난파(洪蘭坡)와 유지영(柳志永)이 기자로 채용됐다. 1920년에는 역사상 처음으로 여기자를 채용했다. 이때 뽑힌 여기자가 이각경(李珏璟)으로, 교육, 가정, 여성, 아동 문제에 대한 수많은 기사를 남겼다.
매일신보는 유일하게 국문을 지켜낸 매체이기도 했다. 일제는 1940년대 들어 일상생활에서도 우리말을 사용하지 못하게 하는 등 한국어 말살정책을 펼쳤지만, 매일신보의 한글 만큼은 건드리지 않았다. 그래서 부수가 최대 45만 부에 이르기도 했다. 매일신보는 폐간당한 조선일보와 동아일보 언론인들을 받아들여 은신처 역할을 한 매체이기도 했다. 이들은 광복 이후 언론계와 문화계를 이끌게 된다.
매일신보는 1919년 8월 '소설작품 현상모집'을 최초로 실시했다. 이것은 이후 민간신문들이 채택한 신춘문예의 효시가 됐다. 당시 소설작품 현상금은 1등 150원, 2등 100원, 3등 50원이었다. 매일신보는 1913년 신문에 최초로 스냅사진을 게재, 신문에 생동감을 높이는 일대 혁신을 하기도 했다. 1937년 서울 종로 화신백화점 옥상에 미래에 전광판으로 발전하게 되는 '전광속보대'를 설치해 시민들에게 빠르게 뉴스를 전달하는 신기술도 도입했다.

### '서울신문'으로 재탄생(제3기)
1945년 감격스러운 광복을 맞아 총독부 기관지였던 《매일신보》는 역사 속으로 사라지고, 신문은 《서울신문》이라는 제호로 새출발하게 된다. 또 1919년 3월 1일 기미년 독립만세운동 당시 독립선언서를 작성한 민족대표 33인 중 1명인 원로지도자 위창 오세창(吳世昌) 선생을 사장으로 세워 역사적 전환을 했다.
서울신문은 '창간'이라는 용어 대신 '혁신 속간'이라는 표현을 쓰며 1945년 11월 23일 첫 신문 지령을 제1호가 아닌 제13738호로 시작했다. 아픈 역사를 잊지 말자는 의미로, 대한매일신보 때부터 매일신보까지의 지령을 그대로 계승한 것이었다. 다만 현재의 서울신문은 대한매일신보의 지령만 계승하고 있다.
당시 오세창 사장은 취임사에서 매일신보를 '일본 제국주의의 괴뢰'로 정의하고, 서울신문으로서의 새출발을 선언했다. 주필 이관구(李寬求)는 사설을 통해 "대중의 적진이었던 매일신보는 8월 15일의 역사적 대전환을 계기로 청산돼 마땅하다"고 역설했다. 오세창 사장은 한국 근대신문의 효시인 한성순보 기자로 출발해 만세보, 대한민보 등 항일민족지를 창간한 언론계 선구자로 꼽힌다. 서울신문은 당시 진보적인 논조를 지향하되 좌파의 선전은 따르지 않아 '중립지'로서의 기틀을 세웠다. 권위지 '워싱턴 포스트'처럼 수도 서울의 명칭을 그대로 따와 국가를 대표하는 언론사로서의 위상을 세우려 했다.
서울신문은 석간으로 발행됐다. 11월 22일 발행된 23일자 석간 신문은 1면 사설 '혁신에 즈음하여'를 통해 '일당일파에 기울어지지 않는 공정하고 적확한 보도'를 제작 이념으로 내세웠다. 또 '민족총력의 집결통일과 독립완성', '민주주의적 질서수립'이 필요하다고 강조했다. 그러면서 독립운동가 애당 권동진과 문단의 거목 벽초 홍명희를 고문으로 영입했다. 권동진 고문도 오세창 사장과 마찬가지로 민족대표 33인 중 1명이다. 독립만세운동 당시 일본 경찰에 체포돼 3년 형을 선고받고 서대문 형무소에서 옥고를 치렀고 신간회를 조직하는 등 항일운동을 지속한 인물이다. 서울신문은 1946년 월간지 《신천지》(新天地)를 창간한데 이어 1948년 10월엔 최초의 시사주간지 《주간 서울》을 창간하기도 했다.
서울신문은 일제 강점기 '소설작품 현상모집'을 가장 먼저 시행한 역사를 이어받아 1949년 10월 언론사 중 처음으로 단편소설을 포함시킨 신춘문예를 도입했다. 시, 동요, 동화 등 3개 분야 외에 소설을 포함시켜 현대의 신춘문예 골격을 만든 것이었다. 이런 서울신문 신춘문예의 역사는 지금껏 이어져 소설가 한강·편혜영·하성란, 시인 나태주 등 스타 작가의 등용문이 됐다.

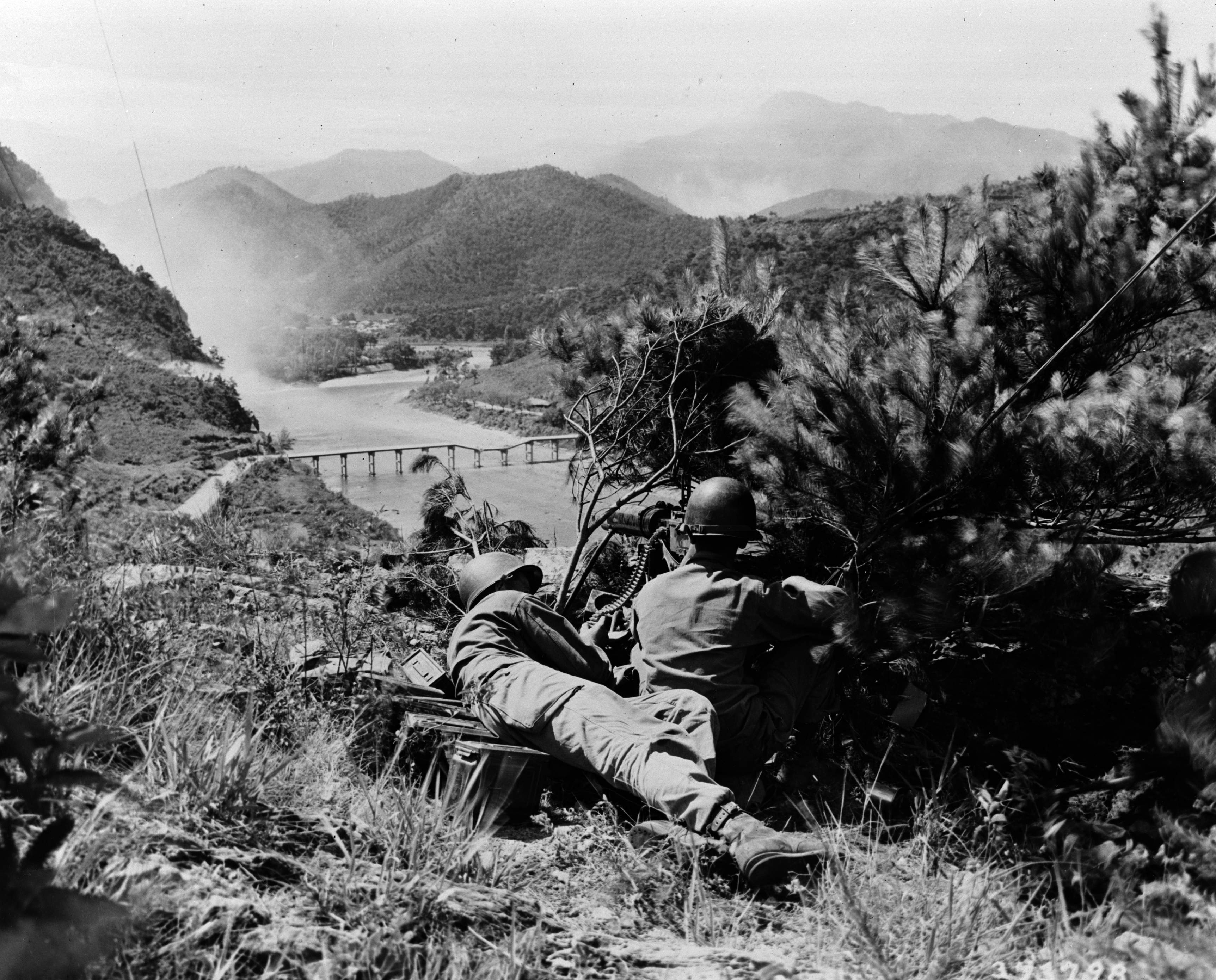
6·25 전쟁 당시 전투 모습. 한국국가기록원

그러나 광복의 기쁨도 잠시, 한반도는 1950년 6월 25일 일요일 새벽 4시 북한군의 전면적인 기습 공격으로 전쟁의 참화에 빠지게 된다. 이 때 서울신문은 박종화 사장과 주필 겸 전무 오종식, 편집국장 우승규 등 간부진을 비롯해 편집국 기자 전원이 출근해 비상제작 체제로 전환했다. 급박한 전시 상황에 26일 오후 2시까지 무려 6차례의 호외를 찍었고, 27일엔 5차례의 호외를 더 찍어냈다.
다른 중앙지들이 회사 문을 닫거나 피난한 시간대인 27일 오후 9시까지도 사장과 주필, 편집국장을 비롯한 기자, 공무국 요원 20여명은 회사에 남았다. 이 때 국방부 정훈국장 이선근이 서울신문으로 와 유엔군 참전 사실을 알리는 호외 10만장을 요청했다. 이렇게 해서 12번째 호외를 찍은 뒤 직원들이 회사를 나간 시점은 28일 새벽 2시 30분. 이 때는 이미 한강다리가 폭파돼 끊긴 시점으로, 그들은 결국 서울을 빠져나가지 못했다. 이들 중 8명은 목숨을 잃거나 납북되는 등 큰 희생을 치렀다.
지프로 피신하던 박종화 사장의 비서 이승로가 북한군 총탄에 목숨을 잃고 이사 김경진, 출판국장 김진섭, 편집부국장 박종수, 사회부장 이종석 등이 납북됐다. 사회부 기자 한규호는 취재 중 순직했다. 한규호는 군부대와 함께 활동하며 북한군이 아군으로 위장한 사실과 임진강 전선의 적군이 2개 사단 이상의 대규모 병력이라는 점 등 생생한 전장 소식을 27일자 호외에 실었다. 그러나 국군의 후퇴로 28일 서울로 돌아올 수 밖에 없었고, 다른 이들과 마찬가지로 퇴로가 막혔다. 호외 발행으로 북한군의 표적이 된 그는 북한 내무서 요원에 체포됐고 이후 피살됐다.
1950년 9월 유엔군의 인천상륙작전으로 서울을 수복한 뒤 '수복신문'을 냈고, 중공군의 참전으로 이듬해 1·4 후퇴 뒤 부산에서 신문을 발행하기도 했다. 1951년 4월엔 포성이 울리는 서울에 돌아와 19일간 '진중신문'을 발행한 역사도 있다. 정부도 8월에야 서울로 복귀할 정도로 엄중한 상황이었지만, 최대 3만부까지 매진시키는 등 전시 상황에서 국민들의 민심을 안정시키는데 큰 역할을 했다는 평가를 받았다.
1956년 10월 18일엔 '한글판 서울신문'이 나왔다. 한문을 위주로 했던 신문 역사에서 일대 사건으로 기록된다. 외솔 최현배 등 한글학자들의 지지와 성원이 이어졌다. 이 때 괄호 안에 한자를 넣는 신문 표기법이 처음 만들어졌다.

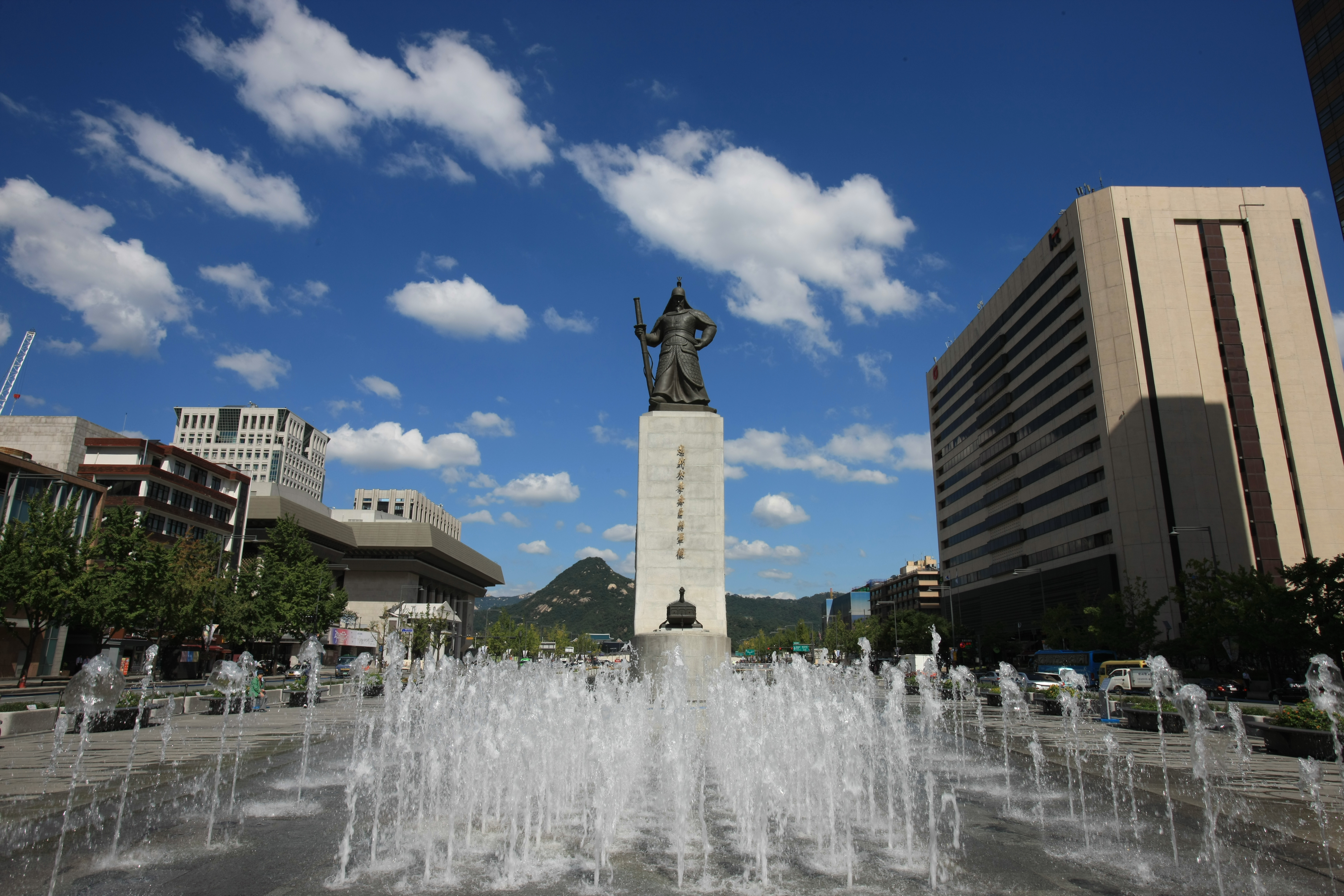
광화문 이순신 장군 동상. 서울시 소방재난본부

서울신문은 국가 랜드마크가 된 '이순신 장군 동상 건립사업'과 '보신각종 주조사업' 등 각종 문화사업도 벌였다. 1960년대만 해도 서울 광화문 광장이 들어선 세종로엔 아무런 조형물이 없었다. 1966년엔 미술대 학생들이 만든 석고상이 놓여져 있었지만, 훼손될 가능성이 높아 국가 위상을 높일 수 있는 새로운 조형물이 필요하다는 의견이 대두됐다.
이에 서울신문은 '애국선열 조상건립위원회'를 발족하고 모금활동을 벌여 1968년 4월 27일 충무공 이순신 동상을 건립하기 이른다. 각계 인사 설문조사와 제작에 무려 2년이 소요됐다. 마찬가지로 국민성금 모금활동을 통해 몸통에 금이 가 국립중앙박물관으로 이전된 보신각종 대신 새 종을 주조, 1985년 보신각에 걸게 됐다. 이 것이 매년 '제야의 종'으로 이용되는 종이다.
석간이었던 서울신문은 1980년 조간으로 바뀌었다. 1981년 국내 최초의 연예 주간지 《TV 가이드》를 발간했다. 현재 수많은 매체로 확대된 연예전문지의 시초다. 1984년엔 불모지로 통했던 예술 분야의 전문 비평을 활성화하기 위해 《예술과 비평》을 창간했다.

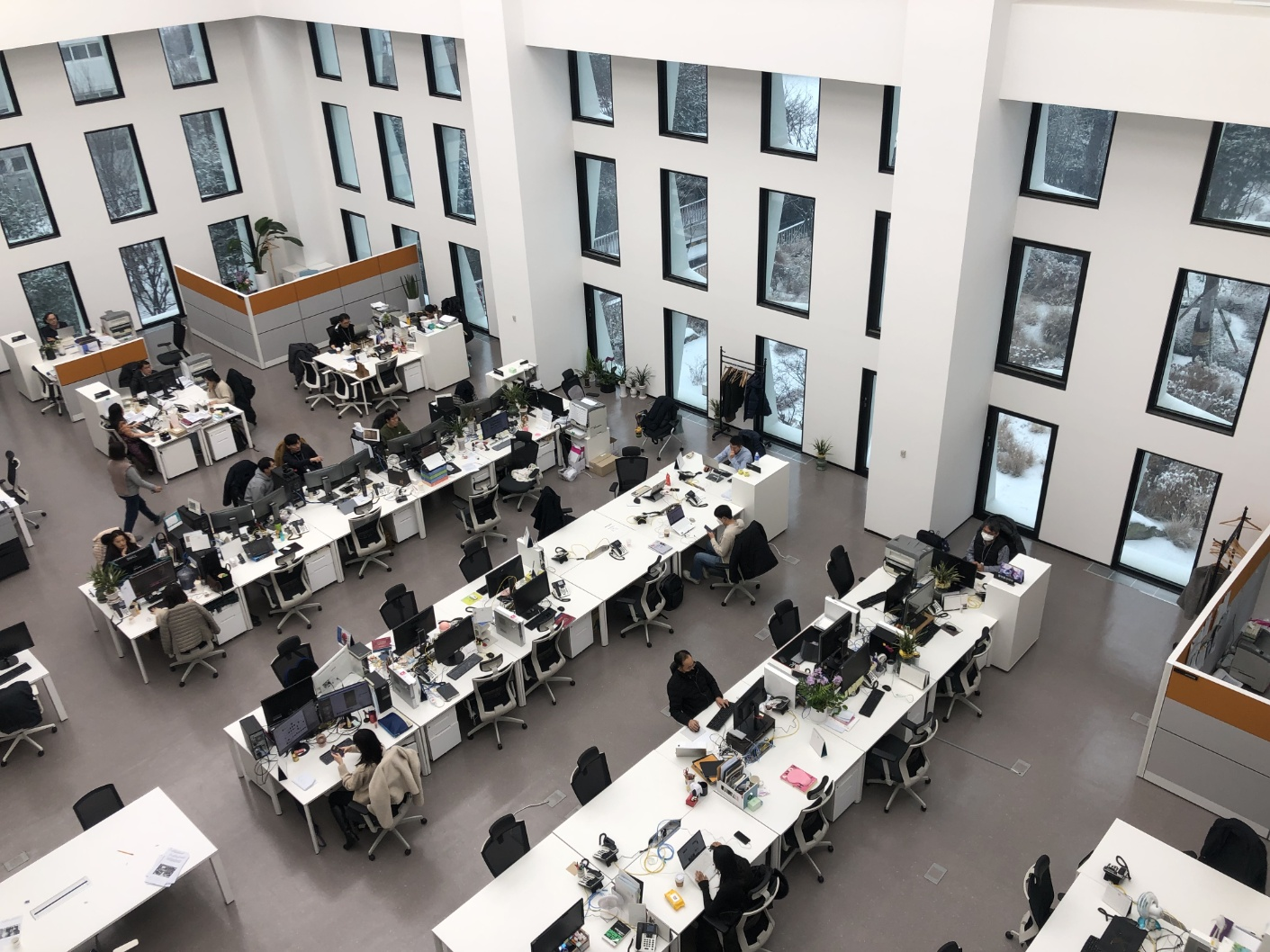
서울신문 콘텐츠본부

1985년 1월 1일 한국 신문 역사상 가장 혁신적인 사건이 일어난다. 서울신문이 CTS(Computerized Type-setting System)로 신문을 찍어낸 것이다. 당시까지 신문은 활자를 이용해 일일이 문자를 만들어 제작하는 번거로움이 있었다. 그러나 이것을 컴퓨터를 활용한 제작시스템으로 개편하자 제작시간이 1시간이나 단축됐다. 기사와 광고의 제작이 간편해졌고 고속 인쇄가 가능해졌다. 100년 한국 신문사에서 처음 바뀐 제작시스템이었다. 서울신문은 1985년 4월 현재의 광화문 사옥인 세종대로의 서울신문·프레스센터 사옥으로 이전한다.
1985년 6월 첫 스포츠신문인 《스포츠서울》이 창간됐다. CTS와 마찬가지로 100년 역사상 처음으로 혁신적인 '가로쓰기'가 도입됐다. 1면 컬러 인쇄와 프로야구 스코어 란도 과거엔 보지 못 했던 새로운 방식의 접근이었다. 각종 신문과 방송 카메라가 지켜보는 가운데 인쇄된 스포츠서울 창간호는 70만부가 30분 만에 매진되는 진기록을 남겼다.

### 민주화 이후의 서울신문(제4기)
서울신문은 5세대 CTS로 제작시스템을 강화하고 1995년 11월 ‘서울신문∙스포츠서울뉴스넷’을 출범시켰다. 이는 언론계에서 획기적인 변화로 주목받았는데, 처음으로 인터넷을 통해 뉴스를 공급하는 시스템을 갖췄다는데서 의미가 있다. 24시간 뉴스 공급을 위해 무정전 시스템도 갖췄다. 이 시스템은 출범 직후부터 하루 20만 건 이상의 조회수를 기록하며 큰 인기를 끌었다. 1993년엔 기자 1인 1PC를 보급하며 언론 무한경쟁 시대에 대응했다.

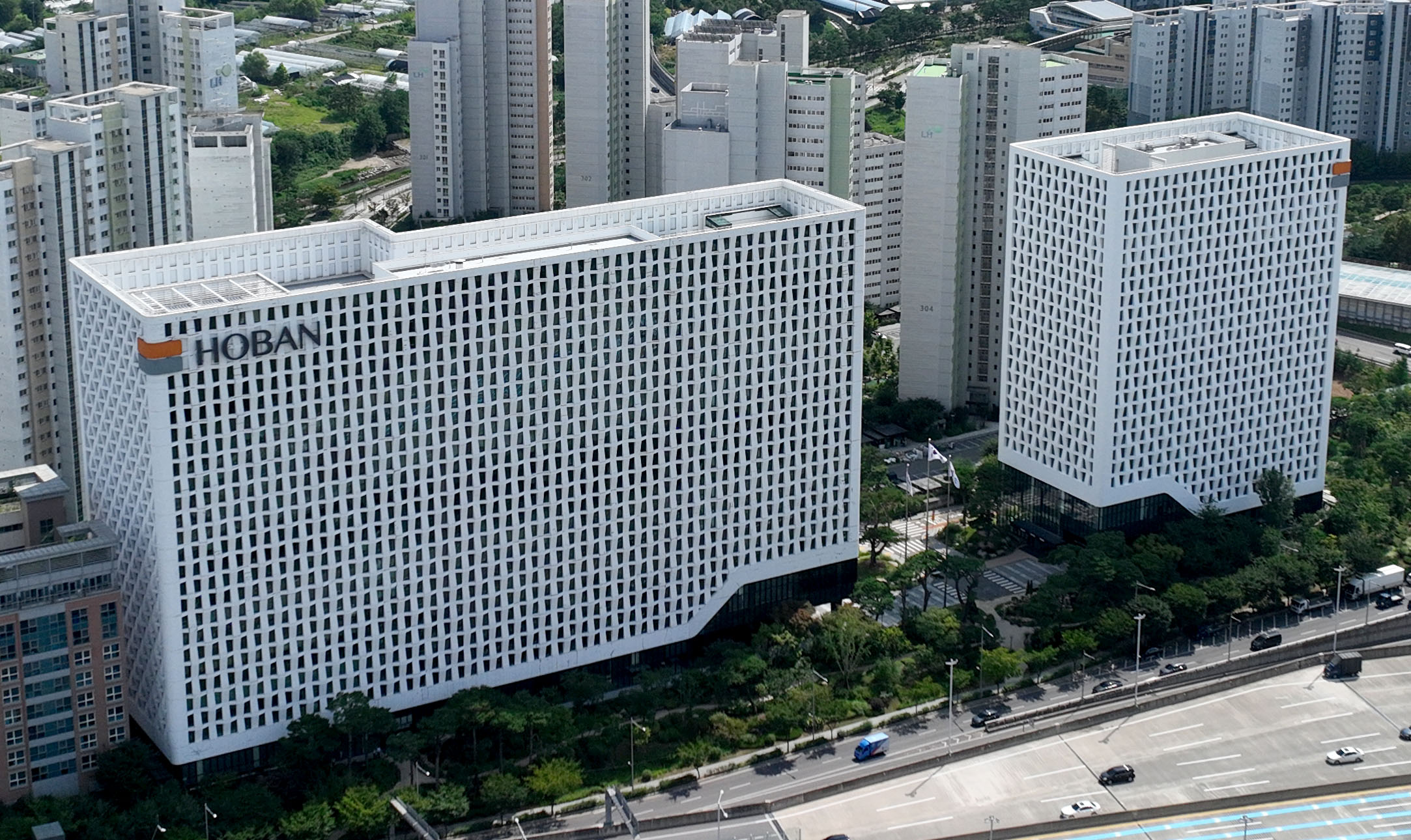
서울 서초구 호반그룹 호반파크

1998년 서울신문사는 명칭을 대한매일신보사로, 제호를 《서울신문》에서 《대한매일》로 바꾸는 변혁을 시도한다. 대한매일은 총독부 기관지였던 《매일신보》의 지령을 빼고 《대한매일신보》와 《서울신문》의 지령만 계승했다. 그 근거로 일제의 대한매일신보 강탈이 원천 무효라는 점, 대한매일신보의 정신을 계승한다는 점 등을 들었다. 그러나 2004년 독자에게 친숙한 명칭, 한반도의 권위있는 신문으로의 복귀를 선언하며 《서울신문》 제호를 복원했다. 2018년 7월부터는 토요일자 신문을 발행하지 않는다. 주 5일 발행은 종합일간지 중 첫 시도였다.
2018년 호반건설은 포스코그룹 지분을 인수하며 우리사주조합, 기획재정부에 이어 3대 주주로 올라섰다. 2021년에는 우리사주조합의 지분을 인수하며, 호반그룹이 서울신문 지분의 절반 가량, 의결권의 절반 이상을 단독으로 보유하게 됐다. 호반그룹은 지주사 서울미디어홀딩스를 통해 서울신문과 EBN 등의 매체를 자회사로 둔 미디어그룹이 됐다.
서울신문사는 매년 최우수 교정공무원을 뽑는 교정대상과 우수 청년농민을 뽑는 농어촌청소년대상을 진행하고 있다. 그 밖에 가을밤 음악회, 신춘문예, 서울신문 마라톤대회 등 다양한 사회 사업도 시행하고 있다.

## 자매 언론 역사
서울신문사는 1946년 1월 15일 종합잡지 《신천지(新天地)》를 창간했고,이후 연예오락주간지 《선데이 서울》(1968.9.22), 《소년서울》(1970.4.22), 《서울평론》(1973.11.4) ,《주간스포츠》(1975.3.30), 등의 잡지들을 발행하다가 모두 폐간했다. 연예 주간지 《TV가이드》(1981.7.18), 여성월간지 《퀸(Queen)》(1990.7.22), 시사주간지 《뉴스피플(NewsPeople)》(1992.1.12), 스포츠연예전문지《스포츠서울》(1985.6.22)을 창간했다. 2007년에는 온라인 전문 뉴스컨텐츠 《나우뉴스》, 연예 전문매체 《서울신문NTN》을 창설했고, 2009년 10월에는 서울신문STV 개국으로 방송사업에 진출했다. 이후 스포츠서울, 서울신문 STV는 분사했고 서울신문 NTN은 폐간 뒤 《서울En》으로 정보가 이전됐다.

## 지면
- 주 5일 평일 신문을 발행한다.
- 2018년 7월부터는 토요일자 신문을 발행하지 않는다. 주52시간 노동시간 단축에 대응하기 위해 국내 종합일간지 중 최초로 주 5일 발행을 하게 됐다.

## 관련 매체
- 나우뉴스
- 서울En
- 트윅24

## 참고 출처
- 서울신문 홈페이지
- 서울신문100史

## 같이 보기
- 대한매일신보
- 매일신보
- 경성일보
- 국채보상운동
- 호반건설
- 스포츠서울
- 어니스트 베델
- 하경덕
- 양기탁
- 국채보상운동